# Trên đồ thị (toán học)

Một hàm (màu đen) là hàm lồi khi và chỉ khi vùng nằm phía trên đồ thị của nó (màu lục) là tập lồi. Vùng này chính là trên đồ thị của hàm.

Trong toán học, trên đồ thị (tiếng Anh: epigraph hoặc supergraph) của một hàm f : Rn → R là tập hợp các điểm nằm trong hoặc ở phía trên đồ thị của nó:
{\displaystyle {\mbox{epi}}f=\{(x,\mu )\,:\,x\in \mathbb {R} ^{n},\,\mu \in \mathbb {R} ,\,\mu \geq f(x)\}\subseteq \mathbb {R} ^{n+1}.}
Định nghĩa trên cũng đúng khi hàm mang giá trị trong tập ℝ ∪ {∞}. Trong trường hợp này, trên đồ thị là rỗng khi và chỉ khi f đồng nhất bằng vô hạn.
Tập xác định (thay vì tập hợp đích) của hàm không đóng vai trò đặc biệt quan trọng trong cách định nghĩa này; đó có thể là một không gian tuyến tính bất kỳ hoặc thậm chí là một tập hợp bất kỳ thay cho {\displaystyle \mathbb {R} ^{n}}.
Một cách tương tự, tập hợp các điểm nằm trong hoặc ở phía dưới đồ thị của hàm được gọi là dưới đồ thị của hàm đó.
Trên đồ thị thường được ứng dụng để diễn giải về mặt hình học các đặc tính của hàm lồi hoặc để chứng minh các đặc tính này.

## Tính chất
Một hàm được gọi là lồi khi và chỉ khi trên đồ thị của nó là tập lồi. Trên đồ thị của một hàm afin thực g : Rn → R là một nửa không gian trên Rn+1.
Một hàm được gọi là nửa liên tục dưới khi và chỉ khi trên đồ thị của nó là đóng.